# Karen-Susan Fessel
 (mars 2019).
Si vous disposez d'ouvrages ou d'articles de référence ou si vous connaissez des sites web de qualité traitant du thème abordé ici, merci de compléter l'article en donnant les références utiles à sa vérifiabilité et en les liant à la section « Notes et références ».
Pour les articles homonymes, voir Fessel.
Karen-Susan Fessel, née le 15 décembre 1964 à Lübeck, est une écrivaine allemande.

## Biographie
Karen-Susan Fessel est née à Lübeck et a obtenu son diplôme de baccalauréat au Ludwig-Windthorst-Gymnasium à Meppen en 1983. Elle a poursuivi par une maîtrise en études théâtrales, allemandes et romanes de 1983 à 1991 à l'Université libre de Berlin. En 1992, elle a effectué un stage dans le département Pièces radiophoniques et représentations de l'Ostdeutscher Rundfunk Brandenburg (de). Depuis 1993, elle est écrivaine et journaliste indépendante. Elle vit et travaille à Berlin.
Elle a publié des romans, des nouvelles et des ouvrages documentaires chez différents éditeurs : Querverlag, Piper Verlag (de), Franckh-Kosmos, Kosmos-Verlag (de) et Verlag Friedrich Oetinger (de)) 
Karen-Susan Fessel travaille également comme journaliste, principalement pour l’aide contre le SIDA (Deutsche AIDS - Hilfe), ainsi que comme conférencière lors de séminaires d’écriture. En outre, elle présente de nombreuses conférences et lectures publiques en Allemagne et à l'étranger.    Elle s'est notamment rendue en Suisse et en Suède, à l'invitation du Goethe-Institut en Lettonie (2006 et 2007), en Estonie (2006), en Macédoine (2008 et 2009), en Serbie, en Hongrie et en Colombie (tous en 2009). En Colombie, elle était également la principale oratrice invitée à la 5e Conférence internationale sur la littérature pour l'enfance et la jeunesse à l'Universidad Central, en novembre 2009. En 2018, elle était poète en résidence à l'université de Bielefeld.

## Bourses
- 1996 : résidence dans le village d'artiste de Schöppingen, Rhénanie du Nord-Westphalie
- 1997 et 2002 : bourse Alfred Döblin à Wewelsfleth, Schleswig-Holstein
- 1998 et 2005 : bourse d'études en littérature pour enfants et adolescents de la Fondation prussienne Seehandlung, Berlin
- 1999 : Bourse d'études au Künstlerhaus Schloss Wiepersdorf, Brandebourg et bourse d'études au Künstlerhaus Lukas de la Stiftung Kulturfonds, Mecklenburg-Vorpommern
- 2000: Bourse au Künstlerhaus Cismar / Grömitz du gouvernement de l'État du Schleswig-Holstein
- 2000: Bourse de voyage pour la Suède, du Département des sciences et de la culture du Sénat de Berlin
- 2001: bourse de séjour à Amsterdam de la Stiftung Kulturaustausch et bourse Kunstverein Röderhof e. V., Saxe-Anhalt
- 2002, 2003 et 2008: bourse d'études au Centre balte des écrivains et traducteurs, Visby / Gotland, Suède
- 2004: Bourse de la littérature : Märkisches Stipendium für Literatur (de)
- 2011: Bourse de la Fondation Robert Bosch pour le passage des frontières (bourse de voyage pour la Serbie)

## Œuvres

### Littérature pour adultes
- Und abends mit Beleuchtung (Roman), Tübingen, Konkursbuch-Verlag Gehrke, 1994 (ISBN 3-88769-083-4).
- Heuchelmund (Histoires érotiques), Tubingue, Konkursbuch-Verlag Gehrke, 1995 (ISBN 3-88769-094-X).
- Bilder von ihr (Roman), Berlin, Querverlag, 1996 (ISBN 3-89656-007-7).
- Sirib, meine Königin (Récit fantastique), Tubingue, Konkursbuch-Verlag Gehrke, 1997 (ISBN 3-88769-107-5).
- Was ich Moira nicht sage (Narrations), Berlin, Querverlag, 1998 (ISBN 3-89656-028-X).
- Bis ich sie finde (Roman), Berlin, Querverlag, 2002 (ISBN 3-89656-072-7).
- Danke, ich schaff's alleine! : Die kleine Masturbierfibel für die selbstständige Frau von heute, Berlin, Querverlag, 2003 (ISBN 3-89656-092-1).
- Unter meinen Händen (Roman), Berlin, Querverlag, 2004 (ISBN 3-89656-100-6).
- Out! 800 lesbiennes, gays et bisexuels célèbres, Berlin, Querverlag, 2004 (ISBN 3-89656-111-1).
- Nur die Besten! (Nouvelle), Berlin, Querverlag, 2005 (ISBN 3-89656-124-3).
- Jenny mit O. Roman, Berlin, Querverlag, 2005 (ISBN 3-89656-123-5).
- Abenteueur und Frauengeschichte (Récits), Berlin, Querverlag, 2006 (ISBN 3-89656-127-8).
- Leise Töne (Roman), Berlin, Querverlag, 2010 (ISBN 978-3-89656-182-4).
- Was du willst (Nouvelle), Berlin, Querverlag, 2013 (ISBN 978-3-89656-208-1).
- Bronko, meine frau, Mutter und ich (Nouvelle), Berlin, Querverlag, 2014 (ISBN 978-3-89656-217-3).
- Der Zahlendieb : Mein Leben mit Zwangsstörungen, Cologne, Balance livre + média Verlag, 2017 (ISBN 978-3-86739-125-2).
- Mutter zieht aus (Roman), Tübingen, Editeur Claudia Gehrke, 2018 (ISBN 978-3-88769-680-1).
- In die Welt (Roman), Berlin, Quer Verlag, 2020  (ISBN 978-3-89656-284-5)

### Littérature pour enfants et adolescents
- Une étoile appelée Mama, Hambourg, Oetinger Verlag, 1999 (ISBN 3-7891-3504-6).
- visage de pierre, Hambourg, Oetinger Verlag, 2001 (ISBN 3-7891-3505-4).
- Et si oui!, Hambourg, Oetinger Verlag, 2002 (ISBN 3-7891-3507-0).
- vous, de toutes les personnes, Hambourg, Oetinger Verlag, 2003 (ISBN 3-7891-3509-7).
- clinquant dans le ciel, Hambourg, Oetinger Verlag, 2004 (ISBN 3-7891-3510-0).
- Max dans les nuages, Hambourg, Oetinger Verlag, 2005 (ISBN 3-7891-3511-9).
- Jenny avec O. (Roman), Berlin, Querverlag, 2005 (ISBN 3-89656-123-5).
- Attention, les filles voulaient!, Hambourg, Oetinger Verlag, 2007 (ISBN 978-3-7891-3540-8).
- Attention, les garçons sont en route!, Hambourg, Oetinger Verlag, 2008 (ISBN 978-3-7891-3518-7).
- Karen-Susan Fessel et Manfred Schwarz, GG - qu'est-ce que c'est? : La loi fondamentale explique, Hambourg, Oetinger Verlag, 2009 (ISBN 978-3-7891-8422-2).
- Polarchaotes, Hambourg, Oetinger Verlag, 2009 (ISBN 978-3-7891-3519-4).
- Liebe macht Anders, Stuttgart, Kosmos Verlag, 2013 (ISBN 978-3-440-13346-0).
- Schattenblicke (Thriller), Munich, DTV Verlag, 2014 (ISBN 978-3-423-71565-2).
- Die drei ??? Kids (de). Achtung, Katzendiebe, Stuttgart, Kosmos Verlag, 2014 (ISBN 978-3-440-13614-0).
- Was in der Schatten ruht, Stuttgart, Kosmos Verlag, 2015 (ISBN 978-3-440-14917-1).
- Hip-hop, chien et cœur battant : Ma vie de jumelle, Stuttgart, Kosmos Verlag, 2016 (ISBN 978-3-440-14630-9).
- Frieda Fricke, impossible, Stuttgart, Kosmos Verlag, 2017 (ISBN 978-3-440-15286-7).
- tout est réel, Hambourg, Oetinger, 2017 (ISBN 978-3-8415-0439-5).
- Foggy Days, Glitzertage (ill. Heidi Kull), Cologne, Psychiatry-Verlag, 2017 (ISBN 978-3-86739-133-7).
- Frieda Fricke, incroyable, Stuttgart, Kosmos Verlag, 2018 (ISBN 978-3-440-15927-9).
- Une étoile appelée Mama - le livre d'images (ill. Heribert Schulmeyer), Cologne, Psychiatry-Verlag, 2018 (ISBN 978-3-86739-173-3).